# دار قالی
دار قالی یکی از مهم‌ترین ابزارهای بافت قالی است.
ساختمان دار قالی عبارت است از چهار چوبه‌هایی به شکل مستطیل از جنس چوب یا فلز و سایر متعلقات آن از قبیل پایه، نیمکت و چرخ دندانه‌های مربوطه. دارهای قالیبافی ابعاد مختلفی دارند، اما از نظر کارایی با یکدیگر متفاوت هستند. از آنجائیکه بافت قالی گره دار، مرحله‌ای پیشرفته تر از سایر دستبافت‌های بی گره است، لذا در ساخت بسیاری از ابزارهای بافندگی آن، از ابزارها و وسایل بافت سایر دستبافت‌ها استفاده شده‌است. دارهای قالیبافی تفاوت چندانی با دارهای بافندگی گلیم، جاجیم و غیره نداشته‌اند، اما به مرور زمان تا حدودی پیشرفته تر و کامل تر گردیدند.

## انواع دار قالی

### دار عمودی
این دارها که تکامل یافته دارهای ابتدایی هستند از یک چهار چوب مستطیلی شکل با پایه یا بدون پایه تشکیل می‌شوند و به‌طور عمود بر سطح زمین مستقر می‌گردند. دارهای عمودی از هرنوع که باشند دارای ساختمان مشابه‌اند.

### دار افقی
دار افقی به موازات سطح زمین و با فاصله تقریباً۳۵-۳۰ سانتی متری زمین نصب می‌گردد. دار افقی قدیمی‌ترین نوع دار قالی است این دار دارای ساختمان ساده از جنس چوب با لوله‌های آهنی است.